# 神奈川県第4区
神奈川県第4区（かながわけんだい4く）は、日本の衆議院議員総選挙における選挙区。1994年（平成6年）の公職選挙法改正で設置。

## 区域
1994年（平成6年）公職選挙法改正以降の区域は以下のとおりである。
- 横浜市
  - 栄区
- 鎌倉市
- 逗子市
- 三浦郡

## 歴史
中選挙区制時代には、栄区が旧神奈川県第4区に、鎌倉市・逗子市・三浦郡葉山町が旧神奈川県第2区に属した。1994年（平成6年）の小選挙区設置後は、2021年まで3期以上連続で小選挙区で当選した議員が出ておらず、また立候補者の顔ぶれの変遷も激しい。特定の政党や人物が特に強さを持っていない無党派層の多い地域とされる。
1996年（平成8年）の第41回衆議院議員総選挙では、候補乱立の中で自由民主党の飯島忠義が初当選した。2000年（平成12年）の第42回衆議院議員総選挙では、民主党の大石尚子が初当選し、前職の飯島は比例復活もしなかった。2003年（平成15年）の第43回衆議院議員総選挙も大石が制したが、2005年（平成17年）の第44回衆議院議員総選挙では逆に小泉旋風の中で自民党の新人林潤が初当選し、大石は比例復活できなかった。
2009年（平成21年）の第45回衆議院議員総選挙では、大石が参議院議員となっていたため、民主党候補の後任を巡って対立が生じた。当時、神奈川県選挙区選出の参議院議員であった民主党の浅尾慶一郎は、以前に在籍した新進党時代に第4区から立候補した経験を持っていたため、参議院からの鞍替え立候補を望んだが却下され、民主党は新人の長島一由（元逗子市長）を同区の候補として公認した。この処置を受けて浅尾は民主党を離党し、新たに設立されたみんなの党の候補として立候補した。このため、民主党支持層は分裂状態に陥ったが、折柄の民主旋風も手伝って長島が初当選し、浅尾は比例復活で当選した。2012年（平成24年）の第46回衆議院議員総選挙では、民主党の新人や京都から国替えした自民党元職の山本朋広を破り、浅尾が初めて小選挙区での議席を獲得した（山本は比例復活で当選）。
2014年（平成26年）、みんなの党代表であった渡辺喜美がDHC会長からの8億円借り入れ事件で代表を辞任したため、浅尾がみんなの党の後継代表となった。しかし、前代表の渡辺と党所属議員との対立や、離党者が相次ぐなど、党内の混乱は収まらなかった。同年11月に衆議院が解散されるとみんなの党の分裂は決定的となり、浅尾はみんなの党を解党した。直後の同年12月に行われた第47回衆議院議員総選挙では、無所属で立候補した浅尾が前回より票差を縮めたものの当選し、自民党の山本が再び比例復活した。その後浅尾は自民会派へ参加しており、事実上党所属議員が二人いることになった。
2017年（平成29年）の第48回衆議院議員総選挙に際して浅尾は9月27日に自民党へと入党して党籍を得たが、公認されたのは山本であり、浅尾は無所属のままで出馬することとなった。その争いへ立憲民主党は元神奈川県議の早稲田夕季、希望の党は風間法子（いずれも新人）を擁立する乱戦となった。結果として浅尾と山本の保守分裂を尻目に候補を取り下げるなど事実上日本共産党の協力を得た早稲田が抜け出し、初当選。山本は比例で復活したが、無所属出馬であった浅尾はそのまま議席を失う結果となった。
2021年（令和3年）の第49回衆議院議員総選挙も早稲田が再選、浅尾は次点も無所属で出馬したため再び落選、山本は3位だったが比例で復活した。その後浅尾は2022年の参院選に立候補して当選し、当選挙区の自民分裂状態は解消された。
2024年（令和6年）の第50回衆議院議員総選挙では早稲田が山本にダブルスコア以上の大差を付けて3期続けての当選。山本は全国的な自民党への逆風に加えて自身の旧統一教会との不適切な関係などが尾を引いて議席を失った。

## 小選挙区選出議員
| 選挙名                 | 年     | 当選者     | 党派           |
| ---------------------- | ------ | ---------- | -------------- |
| 第41回衆議院議員総選挙 | 1996年 | 飯島忠義   | 自由民主党     |
| 第42回衆議院議員総選挙 | 2000年 | 大石尚子   | 民主党         |
| 第43回衆議院議員総選挙 | 2003年 | 大石尚子   | 民主党         |
| 第44回衆議院議員総選挙 | 2005年 | 林潤       | 自由民主党     |
| 第45回衆議院議員総選挙 | 2009年 | 長島一由   | 民主党         |
| 第46回衆議院議員総選挙 | 2012年 | 浅尾慶一郎 | みんなの党     |
| 第47回衆議院議員総選挙 | 2014年 | 浅尾慶一郎 | 無所属         |
| 第48回衆議院議員総選挙 | 2017年 | 早稲田夕季 | 立憲民主党(旧) |
| 第49回衆議院議員総選挙 | 2021年 | 早稲田夕季 | 立憲民主党(新) |
| 第50回衆議院議員総選挙 | 2024年 | 早稲田夕季 | 立憲民主党(新) |

## 選挙結果
時の内閣：第1次石破内閣 解散日：2024年10月9日 公示日：2024年10月15日
当日有権者数：33万487人 最終投票率：59.12%（前回比：2.58%） （全国投票率：53.85%（2.08%））
| 当落 | 候補者名   | 年齢 | 所属党派     | 新旧 | 得票数   | 得票率 | 惜敗率 | 推薦・支持 | 重複 |
| ---- | ---------- | ---- | ------------ | ---- | -------- | ------ | ------ | ---------- | ---- |
| 当   | 早稲田夕季 | 65   | 立憲民主党   | 前   | 96,874票 | 51.47% | ――     |            | ○    |
|      | 山本朋広   | 49   | 自由民主党   | 前   | 44,016票 | 23.39% | 45.44% |            | ○    |
|      | 加藤千華   | 26   | 日本維新の会 | 新   | 34,625票 | 18.40% | 35.74% |            | ○    |
|      | 津野照久   | 57   | 参政党       | 新   | 12,704票 | 6.75%  | 13.11% |            |      |

- 加藤と津野は2025年の鎌倉市議会議員選挙に立候補し当選。

時の内閣：第1次岸田内閣 解散日：2021年10月14日 公示日：2021年10月19日
当日有権者数：33万2708人 最終投票率：61.70%（前回比：2.66%） （全国投票率：55.93%（2.25%））
| 当落 | 候補者名   | 年齢 | 所属党派     | 新旧 | 得票数   | 得票率 | 惜敗率 | 推薦・支持 | 重複 |
| ---- | ---------- | ---- | ------------ | ---- | -------- | ------ | ------ | ---------- | ---- |
| 当   | 早稲田夕季 | 62   | 立憲民主党   | 前   | 66,841票 | 33.03% | ――     |            | ○    |
|      | 浅尾慶一郎 | 57   | 無所属       | 元   | 63,687票 | 31.47% | 95.28% |            | ×    |
| 比当 | 山本朋広   | 46   | 自由民主党   | 前   | 47,511票 | 23.48% | 71.08% | 公明党推薦 | ○    |
|      | 高谷清彦   | 42   | 日本維新の会 | 新   | 16,559票 | 8.18%  | 24.77% |            | ○    |
|      | 大西恒樹   | 57   | 無所属       | 新   | 7,790票  | 3.85%  | 11.65% |            | ×    |

- 浅尾は2022年の第26回参議院議員通常選挙（神奈川県選挙区）に自由民主党公認で立候補し当選。

時の内閣：第3次安倍第3次改造内閣 解散日：2017年9月28日 公示日：2017年10月10日
当日有権者数：33万2192人 最終投票率：59.04%（前回比：0.07%） （全国投票率：53.68%（1.02%））
| 当落 | 候補者名   | 年齢 | 所属党派   | 新旧 | 得票数   | 得票率 | 惜敗率 | 推薦・支持 | 重複 |
| ---- | ---------- | ---- | ---------- | ---- | -------- | ------ | ------ | ---------- | ---- |
| 当   | 早稲田夕季 | 58   | 立憲民主党 | 新   | 67,020票 | 34.76% | ――     |            | ○    |
| 比当 | 山本朋広   | 42   | 自由民主党 | 前   | 55,700票 | 28.89% | 83.11% | 公明党推薦 | ○    |
|      | 浅尾慶一郎 | 53   | 無所属     | 前   | 51,495票 | 26.70% | 76.84% |            | ×    |
|      | 風間法子   | 47   | 希望の党   | 新   | 18,618票 | 9.65%  | 27.78% |            | ○    |

- 浅尾慶一郎は自民党に入党し党籍を持っていたが、公認が得られず無所属出馬となった。

時の内閣：第2次安倍改造内閣 解散日：2014年11月21日 公示日：2014年12月2日
当日有権者数：32万7687人 最終投票率：59.17%（前回比：5.25%） （全国投票率：52.66%（6.66%））
| 当落 | 候補者名   | 年齢 | 所属党派   | 新旧 | 得票数   | 得票率 | 惜敗率 | 推薦・支持                   | 重複 |
| ---- | ---------- | ---- | ---------- | ---- | -------- | ------ | ------ | ---------------------------- | ---- |
| 当   | 浅尾慶一郎 | 50   | 無所属     | 前   | 91,063票 | 48.12% | ――     |                              | ×    |
| 比当 | 山本朋広   | 39   | 自由民主党 | 前   | 61,479票 | 32.49% | 67.51% | 公明党推薦                   | ○    |
|      | 加藤勝広   | 70   | 日本共産党 | 新   | 20,063票 | 10.60% | 22.03% |                              |      |
|      | 荻原隆宏   | 44   | 無所属     | 新   | 16,633票 | 8.79%  | 18.27% | 緑の党グリーンズジャパン支持 | ×    |

- 荻原は2019年の横浜市議会議員選挙（横浜市西区選挙区）に立憲民主党公認で立候補し当選。

時の内閣：野田第3次改造内閣 解散日：2012年11月16日 公示日：2012年12月4日 最終投票率：64.42%（前回比：7.82%） （全国投票率：59.32%（9.96%））
| 当落 | 候補者名   | 年齢 | 所属党派   | 新旧 | 得票数    | 得票率 | 惜敗率 | 推薦・支持   | 重複 |
| ---- | ---------- | ---- | ---------- | ---- | --------- | ------ | ------ | ------------ | ---- |
| 当   | 浅尾慶一郎 | 48   | みんなの党 | 前   | 100,632票 | 48.70% | ――     |              | ○    |
| 比当 | 山本朋広   | 37   | 自由民主党 | 元   | 57,542票  | 27.84% | 57.18% | 公明党推薦   | ○    |
|      | 荻原隆宏   | 42   | 民主党     | 新   | 33,022票  | 15.98% | 32.81% | 国民新党推薦 | ○    |
|      | 加藤勝広   | 68   | 日本共産党 | 新   | 15,456票  | 7.48%  | 15.36% |              |      |

- 山本は京都2区から国替え。

時の内閣：麻生内閣 解散日：2009年7月21日 公示日：2009年8月18日 最終投票率：72.24% （全国投票率：69.28%（1.77%））
| 当落 | 候補者名   | 年齢 | 所属党派   | 新旧 | 得票数   | 得票率 | 惜敗率 | 推薦・支持 | 重複 |
| ---- | ---------- | ---- | ---------- | ---- | -------- | ------ | ------ | ---------- | ---- |
| 当   | 長島一由   | 42   | 民主党     | 新   | 89,082票 | 37.97% | ――     |            | ○    |
| 比当 | 浅尾慶一郎 | 45   | みんなの党 | 新   | 70,728票 | 30.15% | 79.40% |            | ○    |
|      | 林潤       | 36   | 自由民主党 | 前   | 64,006票 | 27.28% | 71.85% |            | ○    |
|      | 伊藤航平   | 27   | 無所属     | 新   | 7,270票  | 3.10%  | 8.16%  |            | ×    |
|      | 小原真理   | 49   | 幸福実現党 | 新   | 3,505票  | 1.49%  | 3.93%  |            |      |

- 長島は第46回・47回は不出馬。第48回は希望の党公認で神奈川1区から立候補するが落選。
- 林は自民党を離党し日本維新の会へ入党、第46回では和歌山1区から立候補。

時の内閣：第2次小泉改造内閣 解散日：2005年8月8日 公示日：2005年8月30日 （全国投票率：67.51%（7.65%））
| 当落 | 候補者名 | 年齢 | 所属党派   | 新旧 | 得票数    | 得票率 | 惜敗率 | 推薦・支持 | 重複 |
| ---- | -------- | ---- | ---------- | ---- | --------- | ------ | ------ | ---------- | ---- |
| 当   | 林潤     | 32   | 自由民主党 | 新   | 119,618票 | 52.54% | ――     |            | ○    |
|      | 大石尚子 | 69   | 民主党     | 前   | 78,326票  | 34.40% | 65.48% |            | ○    |
|      | 高野良裕 | 57   | 新党日本   | 新   | 15,961票  | 7.01%  | 13.34% |            | ○    |
|      | 林伸明   | 39   | 日本共産党 | 新   | 13,774票  | 6.05%  | 11.51% |            |      |

- 大石は第21回参議院議員通常選挙に比例区から立候補。選挙時は落選、のち繰り上げ当選。

時の内閣：第1次小泉第2次改造内閣 解散日：2003年10月10日 公示日：2003年10月28日 （全国投票率：59.86%（2.63%））
| 当落 | 候補者名 | 年齢 | 所属党派   | 新旧 | 得票数   | 得票率 | 惜敗率 | 推薦・支持 | 重複 |
| ---- | -------- | ---- | ---------- | ---- | -------- | ------ | ------ | ---------- | ---- |
| 当   | 大石尚子 | 67   | 民主党     | 前   | 89,515票 | 46.88% | ――     |            | ○    |
|      | 林潤     | 31   | 自由民主党 | 新   | 74,267票 | 38.89% | 82.97% |            | ○    |
|      | 馬渡龍治 | 46   | 無所属     | 新   | 13,706票 | 7.18%  | 15.31% |            | ×    |
|      | 林伸明   | 37   | 日本共産党 | 新   | 13,473票 | 7.06%  | 15.05% |            |      |

- 馬渡は第44回以降、自民党候補として愛知3区から立候補。

時の内閣：第1次森内閣 解散日：2000年6月2日 公示日：2000年6月13日 （全国投票率：62.49%（2.84%））
| 当落 | 候補者名 | 年齢 | 所属党派   | 新旧 | 得票数   | 得票率 | 惜敗率 | 推薦・支持 | 重複 |
| ---- | -------- | ---- | ---------- | ---- | -------- | ------ | ------ | ---------- | ---- |
| 当   | 大石尚子 | 63   | 民主党     | 新   | 73,979票 | 37.65% | ――     |            | ○    |
|      | 飯島忠義 | 55   | 自由民主党 | 前   | 52,468票 | 26.70% | 70.92% |            | ○    |
|      | 高野良裕 | 52   | 自由連合   | 新   | 36,528票 | 18.59% | 49.38% |            |      |
|      | 田中義彦 | 61   | 日本共産党 | 新   | 20,127票 | 10.24% | 27.21% |            |      |
|      | 酒井文彦 | 46   | 無所属     | 新   | 8,969票  | 4.56%  | 12.12% |            | ×    |
|      | 川上昌俊 | 41   | 無所属     | 新   | 2,549票  | 1.30%  | 3.45%  |            | ×    |
|      | 渥美和也 | 42   | 無所属     | 新   | 1,896票  | 0.96%  | 2.56%  |            | ×    |

- 飯島は落選後に公職選挙法違反容疑(事後買収)で逮捕、起訴され執行猶予付き有罪判決が確定し公民権停止。自民党からも除名された。

時の内閣：第1次橋本内閣 解散日：1996年9月27日 公示日：1996年10月8日 （全国投票率：59.65%（8.11%））
| 当落 | 候補者名   | 年齢 | 所属党派   | 新旧 | 得票数   | 得票率 | 惜敗率 | 推薦・支持 | 重複 |
| ---- | ---------- | ---- | ---------- | ---- | -------- | ------ | ------ | ---------- | ---- |
| 当   | 飯島忠義   | 51   | 自由民主党 | 新   | 46,389票 | 25.09% | ――     |            | ○    |
|      | 浅尾慶一郎 | 32   | 新進党     | 新   | 38,725票 | 20.95% | 83.48% |            |      |
|      | 中島章夫   | 60   | 民主党     | 前   | 29,967票 | 16.21% | 64.60% |            | ○    |
|      | 長島一由   | 29   | 無所属     | 新   | 28,656票 | 15.50% | 61.77% |            | ×    |
|      | 宇都宮寧子 | 57   | 日本共産党 | 新   | 21,681票 | 11.73% | 46.74% |            |      |
|      | 高野良裕   | 48   | 自由連合   | 新   | 19,464票 | 10.53% | 41.96% |            | ○    |

- 中島は第18回参議院議員通常選挙に比例区から立候補。選挙時は落選、のち繰り上げ当選。
- 浅尾は第18回参議院議員通常選挙に民主党公認で神奈川県選挙区から立候補し、当選。
- 長島は1998年に逗子市長選挙に無所属で立候補し、当選。第45回は民主党公認で立候補し、当選。